# أوستين والش
أوستين والش (بالإنجليزية: Austin Walsh)‏ هو لاعب كرة قاعدة أمريكي، ولد في 1 سبتمبر 1891 في كامبريدج في الولايات المتحدة، وتوفي في 26 يناير 1955 في غلينديل في الولايات المتحدة.

## وصلات خارجية
- أوستين والش على موقعبيزبول رفرنس.كوم (الدوري الرئيسي) (الإنجليزية)
- أوستين والش على موقعبيزبول رفرنس.كوم (الدوري الثانوي) (الإنجليزية)